# انقلاب ۱۸۴۸ فرانسه
انقلاب ۱۸۴۸ فرانسه (انگلیسی: French Revolution of 1848)، که به انقلاب فوریه نیز شناخته می‌شود، یکی از موج‌های انقلاب‌های ۱۸۴۸ در اروپا بود. این انقلاب در نهایت به سقوط سلطنت ژوئیه (۱۸۳۰–۱۸۴۸) و تشکیل جمهوری دوم در فرانسه منجر شد.